# Colorado Avalanche
Colorado Avalanche é um time de hóquei no gelo sediado em Denver, Colorado, que disputa a NHL. Originalmente fundado em 1972, como o Quebec Nordiques  da World Hockey Association (WHA), passou a fazer parte da NHL quando esta liga faliu em 1979. Em 1995, após vários problemas financeiros, incluindo a queda do valor do dólar canadense, o time se mudou para Colorado, originalmente jogando na McNichols Sports Arena até a inauguração da atual Ball Arena em 1999. Já na primeira temporada após a relocação ganhou a Stanley Cup, e repetiria em 2001. 21 anos depois foi tricampeão em 2022, marcando a única franquia da NHL que sempre ganhou ao chegar na final.

## História do Time
Após uma série de problemas financeiros durante a temporada de 1994-1995, o Quebec Nordiques buscava uma alternativa para manter o time ativo. Marcel Aubut, proprietário do Quebec Nordiques, acabou vendendo seu time para um grupo de investidores em Denver. Com a mudança para o estado americano de Colorado, o então Quebec Nordiques foi renomeado para Colorado Avalanche.
O time do Quebec Nordiques já contava com uma série de talentosos jogadores, como o capitão Joe Sakic, Peter Forsberg e Adam Foote, mas o time estava prestes a se fortalecer mais ainda.
Em dezembro de 1995, Patrick Roy estava no gol do Montreal Canadiens em um jogo contra o Detroit Red Wings. Mesmo sendo um grande goleiro, Roy não estava em um bom dia, chegando a sofrer 9 gols antes de ser substituído pelo técnico Mario Tremblay (O Canadiens perdeu o jogo, 11-1). Depois de tal jogo, Roy disse ao presidente do Canadiens, Ronald Corey, que aquele havia sido seu último jogo pelo time. Quatro dias depois, Roy foi trocado para o Avalanche junto com Mike Keane, por Andrei Kovalenko, Martin Rucinsky e Jocelyn Thibault. Com a adição de um goleiro de primeiro nível, o Colorado Avalanche se transformou em um dos times mais fortes da NHL nos últimos dez anos.
Em 1996, na sua primeira temporada, o Colorado Avalanche venceu sua divisão e conquistou a Stanley Cup, batendo, nos playoffs, o Vancouver Canucks (4-2 na série), Chicago Blackhawks (4-2 na série), Detroit Red Wings (4-2 na série) e o Florida Panthers (4-0 na série) na grande final. O gol que deu ao Avalanche seu primeiro título foi marcado por Uwe Krupp, após três prorrogações. Em 2000, o time recebeu dos Boston Bruins Ray Bourque, que após 20 anos na equipe tentando queria uma última chance de ganhar a Stanley Cup. Embora em sua meia temporada inicial o time tivesse caído na final de conferência pro Dallas Stars, em 2001 o Avalanche foi bicampeão em cima do New Jersey Devils, com Bourque sendo o primeiro a receber a taça do capitão Joe Sakic.
O Colorado Avalanche venceu sua divisão por oito anos consecutivos (1996-2003), até perder o título da temporada 2003-04 para o Vancouver Canucks, por apenas um ponto.
Após a temporada 2004-05 não acontecer, a implementação de um teto salarial para o retorno em 2005-06 fez com que o Avalanche perdesse duas de suas grandes estrelas, Peter Forsberg e Adam Foote. O time perdeu sua dominância, nas próximas cinco temporadas, as últimas com Joe Sakic, não se classificando três vezes e caindo na segunda rodadas nas outras. Na temporada seguinte o time sofreu mas foi para a pós-temporada, perdida para o San Jose Sharks. Seguiram-se 3 temporadas sem se classificar, com a temporada encurtada de 2013 tendo o Avalanche como pior time do Oeste e segundo pior da liga. O resultado ajudou a ganhar a primeira posição do draft, levando à chegada de Nathan MacKinnon. Com Patrick Roy voltando ao time como técnico, mais MacKinnon, o recém-empossado capitão Gabriel Landeskog, Matt Duchene e Ryan O'Reilly, Colorado venceu sua divisão, levando Roy a ganhar o Troféu Jack Adams como melhor treinador, mesmo que nos playoffs o time perdesse em sete jogos para o Minnesota Wild. Roy acabaria se demitindo em 2016 após fracassar em se qualificar para a pós-temporada duas vezes seguidas.
2016-17 sob o novo técnico Jared Bednar, que tinha acabado de ganhar a American Hockey League com o Lake Erie Monsters, marcou uma das piores temporadas da história da NHL, onde Colorado venceu apenas 22 jogos. Além de adquirir Cale Makar no draft, o time fez diversas transações para renovar o plantel, com uma troca entre três equipes mandando Duchene para o Ottawa Senators, enquanto o Avalanche recebia do Senators e do Nashville Predators  Andrew Hammond, Shane Bowers, Samuel Girard, Vladislav Kamenev, e duas escolhas nos drafts de 2018 e 2019. Liderados pela ofensiva de MacKinnon e Mikko Rantanen, time conseguiu 47 pontos a mais que na temporada anterior e voltou aos playoffs, perdendo na primeira rodada para os Predators. Eventualmente a equipe voltou a ser uma das melhores da NHL, culminando no tricampeonato em 2022, vencendo a final com o Tampa Bay Lightning.

## A rivalidade Avalanche - Red Wings
A rivalidade entre Colorado Avalanche e o Detroit Red Wings foi uma das mais intensas da década de 90. Isso se deve tanto ao fato de esses dois times terem sido muito vitoriosos (Avalanche e Red Wings venceram 5 dos últimos 9 campeonatos), quanto às brigas que seus jogadores protagonizavam no gelo.
A disputa das Finais de Conferência de 1995-96 é considerada o início dessa rivalidade.
Nessa série, vencida pelo Avalanche (4-2), Claude Lemieux deu um hit por trás em Kris Draper, muito imprudente, considerando que Draper estava abaixado e perto das bordas. O hit fez com que Draper batesse o rosto nas bordas e fraturasse o nariz, a mandíbula e outros ossos da face. Lemieux foi suspenso por dois jogos.
No ano seguinte, a tensão entre os jogadores ainda existia, e no dia 26 de Março de 1997, ocorreu um dos jogos mais violentos dos últimos anos. Após uma briga entre Igor Larionov e Peter Forsberg, Darren McCarty decidiu vingar seu companheiro Draper e partiu para cima de Lemieux, que só pôde se defender. O goleiro Patrick Roy se sentiu na obrigação de defender seu companheiro caído e resolveu entrar na briga, mas foi parado antes por um hit de Brendan Shanahan, no meio do rinque. Quando Adam Foote partiu para defender Roy, o goleiro do Red Wings, Mike Vernon, se dirigiu a Roy, iniciando assim uma briga entre os dois goleiros, algo inusitado na NHL. Depois de todas as brigas, o jogo prosseguiu e terminou empatado em 5-5. Coube a McCarty marcar o gol que venceria o jogo na prorrogação.
Tanto em 1998 quanto em 2002, ocorreram novas brigas generalizadas entre os jogadores do Avalanche e do Red Wings. Curiosamente, o Red Wings se sagrou campeão nos três anos em que essas brigas ocorreram.

## A temporada 2000-01
Ray Bourque foi um dos melhores defensores da história da NHL. Com 39 anos (sendo 21 deles jogando pelo Boston Bruins), Bourque tinha uma coleção de recordes e prêmios, mas ainda lhe faltava a conquista mais importante: uma Stanley Cup.
Com esse objetivo em mente, Ray Bourque obteve autorização da direção do Bruins para negociar a sua transferência para algum time que lhe desse essa oportunidade. A escolha de Bourque foi o Colorado Avalanche, numa troca de Bourque e Dave Andreychuk por Brian Rolston, Martin Grenier, Samuel Pahlsson e uma escolha de primeira rodada no draft; essa troca feita ainda em março de 2000.
Todo o time do Colorado Avalanche estava unido e motivado para a conquista desse título com Bourque, fato que foi refletido pelo grande desempenho do time. O Avalanche ganhou o Troféu Presidente naquele ano, totalizando 118 pontos e sendo o único time a obter mais de 50 vitórias nos 82 jogos da temporada.
Nos playoffs não foi diferente. Na primeira rodada, o Avalanche varreu o Vancouver Canucks, 4-0. Na segunda rodada, uma difícil série contra o Los Angeles Kings só foi decidida no último jogo. Peter Forsberg sofreu uma cirurgia de emergência no baço após a série contra o Kings e desfalcou o time do Avalanche pelo resto dos playoffs.
Na Final de Conferência, o Avalanche derrotou o St. Louis Blues por 4-1, e com isso o time chegava às Finais da Stanley Cup.
Nas Finais, o Avalanche enfrentou o forte time do New Jersey Devils. Passados os quatro primeiros jogos, a série estava empatada em 2-2. No quinto jogo, em Colorado, o Devils surpreendeu o Avalanche com uma vitória de 4-1, após uma atuação inconstante do goleiro Patrick Roy.
Com a vantagem na série, o Devils precisava apenas de uma vitória em casa para conquistar seu terceiro título em apenas sete anos. Mas Roy foi impecável no jogo 6, garantindo a vitória de 4-0 para o Avalanche, levando a disputa para seu sétimo e decisivo jogo.
Em casa para o jogo 7, o Avalanche venceu o Devils por 3-1, conquistando o seu segundo título em seis anos de existência. Como é de praxe na NHL, a Stanley Cup é entregue ao capitão do time vencedor, para que ele a levante pela primeira vez. Mas Joe Sakic entregou a taça a Ray Bourque para que ele fosse o primeiro a levantá-la.
Depois dessa temporada, Bourque se aposentou e seu número 77 também foi aposentado pelo Colorado Avalanche.

## O incidente Moore-Bertuzzi
Um dos acontecimentos mais trágicos da história do Colorado Avalanche aconteceu durante a temporada 2003-04.
Em um jogo entre o Colorado Avalanche e o Vancouver Canucks, no dia 16 de fevereiro de 2004, Steve Moore deu um hit no capitão do Canucks, Markus Naslund. O hit, apesar de legal, foi muito forte e Naslund acabou sofrendo uma concussão, que o impediu de jogar por três jogos.
Essa jogada de Moore repercutiu muito entre os jogadores e a comissão técnica do Canucks, sendo que o próprio Gerente Geral do Canucks, Brian Burke, chamou Moore de "um jogador marginal", acusando-o de estar caçando seu melhor jogador .
O Avalanche e o Canucks se enfrentaram novamente três semanas depois, e o clima entre os jogadores era tenso. Com pouco mais de dez minutos restando no jogo, e o Avalanche vencendo por 8-2 em Vancouver, Todd Bertuzzi saiu em busca de uma retaliação. Ele perseguiu Moore pelo gelo, tentando iniciar uma briga. Moore se recusava a brigar e dava as costas a Bertuzzi. Com isso, Bertuzzi acabou dando um soco na cabeça de Moore, por trás.
O soco fez com que Moore perdesse a consciência e caísse no gelo, enquanto Bertuzzi ainda tentava desferir mais golpes. Logo, uma pilha de jogadores havia se formado em cima de Moore, iniciando uma briga generalizada entre os jogadores no gelo.
Moore foi levado ao hospital, e foram constatadas as lesões: três vértebras cervicais fraturadas, uma grave concussão, diversos danos nos ligamentos de seu pescoço, além de cortes no rosto. Quais dessas lesões foram intencionalmente causadas por Bertuzzi e quais foram frutos da pilha de jogadores em cima de Moore, até hoje ainda não sabemos, mas o incidente é motivo de muita controvérsia.
Como punição pelo ato, Bertuzzi foi suspenso da NHL e de quaisquer jogos internacionais por 17 meses (fato que foi atenuado pelo lockout de 2004-05, contabilizando 13 jogos de temporada regular e 7 de playoffs), além de perder cerca de 850.000 dólares entre multas e salários.
Ele foi perdoado pela liga no dia 8 de Agosto de 2005 e voltou a jogar na temporada de 2005-06.
Atualmente, Moore tem um processo civil aberto na província de Ontário contra Bertuzzi e a empresa proprietária do Vancouver Canucks, Orca Bay. Ele busca uma indenização de aproximadamente 18 milhões de dólares por perda de salário, danos agravados e punitivos. Os pais de Moore, Jack e Anna também estão processando Bertuzzi e a Orca Bay em aproximadamente 2 milhões de dólares pelo choque nervoso e o stress emocional causados pelo incidente.

## Estatísticas por temporada
Nota: J = Jogos disputados, V = Vitórias, D = Derrotas, E = Empates, DP = Derrotas em Prorrogação, Pts = Pontos, GP = Gols Pró, GC = Gols Contra
| Temporada | J                                                        | V                                                        | D                                                        | E                                                        | DP                                                       | Pts                                                      | GP  | GC  | Classificação  | Playoffs              |
| 1995-96   | 82                                                       | 47                                                       | 25                                                       | 10                                                       | --                                                       | 104                                                      | 326 | 240 | 1º no Pacífico | Venceu a Stanley Cup  |
| 1996-97   | 82                                                       | 49                                                       | 24                                                       | 9                                                        | --                                                       | 107                                                      | 277 | 205 | 1º na Liga     | Finais de Conferência |
| 1997-98   | 82                                                       | 39                                                       | 26                                                       | 17                                                       | --                                                       | 95                                                       | 231 | 205 | 1º no Pacífico | 1ª Rodada             |
| 1998-99   | 82                                                       | 44                                                       | 28                                                       | 10                                                       | --                                                       | 98                                                       | 239 | 205 | 1º na Noroeste | Finais de Conferência |
| 1999-00   | 82                                                       | 42                                                       | 28                                                       | 11                                                       | 1                                                        | 96                                                       | 233 | 201 | 1º na Noroeste | Finais de Conferência |
| 2000-01   | 82                                                       | 52                                                       | 16                                                       | 10                                                       | 4                                                        | 118                                                      | 270 | 192 | 1º na Liga     | Venceu a Stanley Cup  |
| 2001-02   | 82                                                       | 45                                                       | 28                                                       | 8                                                        | 1                                                        | 99                                                       | 212 | 169 | 1º na Noroeste | Finais de Conferência |
| 2002-03   | 82                                                       | 42                                                       | 19                                                       | 13                                                       | 8                                                        | 105                                                      | 251 | 194 | 1º na Noroeste | 1ª Rodada             |
| 2003-04   | 82                                                       | 40                                                       | 22                                                       | 13                                                       | 7                                                        | 100                                                      | 236 | 198 | 2º na Noroeste | 2ª Rodada             |
| 2004-05¹  | Temporada cancelada por causa do "lockout" de 2004-2005. | Temporada cancelada por causa do "lockout" de 2004-2005. | Temporada cancelada por causa do "lockout" de 2004-2005. | Temporada cancelada por causa do "lockout" de 2004-2005. | Temporada cancelada por causa do "lockout" de 2004-2005. | Temporada cancelada por causa do "lockout" de 2004-2005. |     |     |                |                       |
| 2005-06   | 82                                                       | 43                                                       | 30                                                       | --                                                       | 9                                                        | 111                                                      | 248 | 217 | 2º na Noroeste | 2ª Rodada             |
| 2006–07   | 82                                                       | 44                                                       | 31                                                       | --                                                       | 7                                                        | 95                                                       | 272 | 251 | 4º na Noroeste |                       |
| 2007–08   | 82                                                       | 44                                                       | 31                                                       | --                                                       | 7                                                        | 95                                                       | 231 | 219 | 2º na Noroeste | 2ª Rodada             |
| 2008–09   | 82                                                       | 32                                                       | 45                                                       | --                                                       | 5                                                        | 69                                                       | 199 | 257 | 5º na Noroeste |                       |
| 2009–10   | 82                                                       | 43                                                       | 30                                                       | --                                                       | 9                                                        | 95                                                       | 244 | 233 | 2º na Noroeste | 1ª Rodada             |
| 2010–11   | 82                                                       | 30                                                       | 44                                                       | --                                                       | 8                                                        | 68                                                       | 227 | 288 | 4º na Noroeste |                       |
| 2011–12   | 82                                                       | 41                                                       | 35                                                       | --                                                       | 6                                                        | 88                                                       | 203 | 209 | 3º na Noroeste |                       |
| 2012–13   | 48                                                       | 16                                                       | 25                                                       | --                                                       | 7                                                        | 39                                                       | 116 | 152 | 5º na Noroeste |                       |
| 2013–14   | 82                                                       | 52                                                       | 22                                                       | --                                                       | 8                                                        | 112                                                      | 250 | 220 | 1º na Central  | 1ª Rodada             |
| 2014–15   | 82                                                       | 39                                                       | 31                                                       | --                                                       | 12                                                       | 90                                                       | 217 | 227 | 7º na Central  |                       |
| 2015–16   | 82                                                       | 39                                                       | 39                                                       | --                                                       | 4                                                        | 82                                                       | 216 | 240 | 6º na Central  |                       |
| 2016–17   | 82                                                       | 22                                                       | 56                                                       | --                                                       | 4                                                        | 48                                                       | 166 | 278 | 7º na Central  |                       |
| 2017–18   | 82                                                       | 43                                                       | 30                                                       | --                                                       | 9                                                        | 95                                                       | 257 | 237 | 4º na Central  | 1ª Rodada             |

## Elenco Atual
Atualizado em 25 de Janeiro de 2025
| Goleiros | Goleiros | Goleiros            | Goleiros   | Goleiros  | Goleiros            |
| Número   |          | Nome                | Luva (mão) | Adquirido | Local de Nascimento |
| -------- | -------- | ------------------- | ---------- | --------- | ------------------- |
| 39       | Canadá   | Mackenzie Blackwood | Esquerda   | 2024      | Thunder Bay, Canadá |
| 41       | Canadá   | Scott Wedgewood     | Esquerda   | 2024      | Brampton, Canadá    |

| Defensores | Defensores     | Defensores       | Defensores | Defensores | Defensores                 | Defensores |
| Número     |                | Nome             | Chute      | Adquirido  | Local de Nascimento        |            |
| ---------- | -------------- | ---------------- | ---------- | ---------- | -------------------------- | ---------- |
| 7          | Estados Unidos | Mark Alt         | D          | 2018       | Kansas City, Missouri      |            |
| 44         | Canadá         | Mark Barberio    | E          | 2017       | Montreal, Quebec           |            |
| 4          | Canadá         | Tyson Barrie     | D          | 2009       | Victoria, British Columbia |            |
| 28         | Estados Unidos | Ian Cole         | E          | 2018       | Ann Arbor, Michigan        |            |
| 49         | Canadá         | Sam Girard       | E          | 2017       | Roberval, Quebec           |            |
| 6          | Estados Unidos | Erik Johnson (A) | D          | 2011       | Bloomington, Minnesota     |            |
| 12         | Suécia         | Patrik Nemeth    | E          | 2018       | Estocolmo, Suécia          |            |
| 16         | Rússia         | Nikita Zadorov   | E          | 2015       | Moscou, Rússia             |            |

| Atacantes | Atacantes      | Atacantes             | Atacantes | Atacantes | Atacantes | Atacantes                 |
| Número    |                | Nome                  | Posição   | Chute     | Adquirido | Local de Nascimento       |
| --------- | -------------- | --------------------- | --------- | --------- | --------- | ------------------------- |
| 10        | Suíça          | Sven Andrighetto      | C         | E         | 2016      | Zurique, Suíça            |
| 37        | Estados Unidos | J. T. Compher         | C         | D         | 2015      | Northbrook, Illinois      |
| 17        | Canadá         | Tyson Jost            | C         | E         | 2016      | St. Albert, Alberta       |
| 91        | Rússia         | Vladislav Kamenev     | C         | E         | 2017      | Orsk, Rússia              |
| 13        | Canadá         | Alexander Kerfoot     | C         | E         | 2017      | Montreal, Quebec          |
| 29        | Canadá         | Nathan MacKinnon (A)  | C         | D         | 2013      | Cole Harbour, Nova Scotia |
| 34        | Suécia         | Carl Soderberg        | C         | E         | 2015      | Malmö, Suécia             |
| 11        | Canadá         | Matt Calvert          | AE        | E         | 2018      | Bradon, Manitoba          |
| 92        | Suécia         | Gabriel Landeskog - C | AE        | E         | 2011      | Estocolmo, Suécia         |
| 83        | Estados Unidos | Matt Nieto            | AE        | D         | 2017      | Long Beach, Califórnia    |
| 22        | Estados Unidos | Colin Wilson          | AE        | D         | 2017      | Greenwich, Connecticut    |
| 57        | Canadá         | Gabriel Bourque       | AD        | E         | 2016      | Rimouski, Quebec          |
| 96        | Finlândia      | Mikko Rantanen        | AD        | E         | 2015      | Nousiainen, Finlândia     |

### Capitães do Time
- Joe Sakic (1995-2009)
- Adam Foote (2009-2011)
- Milan Hejduk (2011-2012)
- Gabriel Landeskog (desde 2012)

### Números Aposentados
| No.  | Jogador        | Posição | Carreira             | Ano de retirada |
| ---- | -------------- | ------- | -------------------- | --------------- |
| 19   | Joe Sakic 1    | C       | 1995-2009            | 2009            |
| 21   | Peter Forsberg | C       | 1995-04, 2008, 2011  | 2011            |
| 23   | Milan Hejduk   | RW      | 1998-2013            | 2018            |
| 33   | Patrick Roy    | G       | 1995–2003            | 2003            |
| 52   | Adam Foote     | D       | 1995–2004, 2007-2011 | 2013            |
| 77   | Ray Bourque    | D       | 1999–2001            | 2001            |
| 99 2 | Wayne Gretzky  | C       | -                    | 2000            |

Notes:
- 1 O banner tem a letra "C", honrando seus 18 anos como capitão dos Nordiques e do Avalanche.
- 2 Gretzky nunca jogou pela franquia, número aposentado em toda a liga.

Três números aposentados em Quebec - J. C. Tremblay: #3, Marc Tardif: #8, Michel Goulet: #16 e Peter Stastny: #26 - voltaram no Colorado, com o 26 de Peter Stastny sendo usado pelo filho Paul.

### Líderes em Pontos da Franquia
Esses são os dez maiores pontuadores da história do Colorado Avalanche e do Quebec Nordiques na NHL. Os números são atualizados ao final de cada temporada da NHL.

Nota: J = Jogos disputados, G = Gols, A = Assistências, Pts = Pontos
| Jogador        | POS | J    | G   | A    | Pts  |
| -------------- | --- | ---- | --- | ---- | ---- |
| Joe Sakic      | C   | 1378 | 625 | 1016 | 1641 |
| Peter Stastny  | C   | 737  | 380 | 668  | 1048 |
| Michel Goulet  | AE  | 813  | 456 | 489  | 945  |
| Milan Hejduk   | AD  | 1020 | 375 | 430  | 805  |
| Peter Forsberg | C   | 591  | 217 | 538  | 755  |
| Anton Stastny  | AD  | 650  | 252 | 384  | 636  |
| Alex Tanguay   | AE  | 598  | 167 | 321  | 488  |
| Dale Hunter    | C   | 523  | 140 | 318  | 458  |
| Paul Stastny   | C   | 538  | 160 | 298  | 458  |
| Matt Duchene   | C   | 586  | 178 | 250  | 428  |